# Associació Natació Gramenet
L'Associació Natació Gramenet és un club de natació de Santa Coloma de Gramenet.
Fundat el 1991 com Club Natació Santa Coloma, tingué seccions de natació i waterpolo i feia servir les instal·lacions de la piscina Olimpo. Tanmateix, el projecte inicial no reeixí i acabà desapareixent. El 1993 es refundà i adoptà el seu nom actual el juny de 1999. Disposa d'equips sèniors i de formació, així com una escola de natació. Fa servir les instal·lacions esportives de Duet Sports de Can Zam.